# Sibbersdorfer See
Le Sibbersdorfer See est un lac situé dans le Nord de l'Allemagne, dans le Land du Schleswig-Holstein. Il se trouve dans la région naturelle de la Suisse holsteinoise, près de la ville d'Eutin.